# Saltos ornamentais nos Jogos Olímpicos de Verão de 2008 - Trampolim 3 m sincronizado feminino
A competição do trampolim de 3 m sincronizado feminino dos saltos ornamentais nos Jogos Olímpicos de Verão de 2008 foi realizada no dia 10 de agosto no Centro Aquático Nacional de Pequim.

## Calendário
| Agosto                       | Agosto | 6 | 7 | 8 | 9 | 10 | 11 | 12 | 13 | 14 | 15 | 16 | 17 | 18 | 19 | 20 | 21 | 22 | 23 | 24 |
| ---------------------------- | ------ | - | - | - | - | -- | -- | -- | -- | -- | -- | -- | -- | -- | -- | -- | -- | -- | -- | -- |
| Trampolim 3 m sinc. feminino |        |   |   |   |   | F  |    |    |    |    |    |    |    |    |    |    |    |    |    |    |

|  | Dia de final |

## Medalhistas
| Ouro   | CHN Guo Jingjing e Wu Minxia                 |
| Prata  | RUS Yuliya Pakhalina e Anastasia Pozdnyakova |
| Bronze | GER Ditte Kotzian e Heike Fischer            |

## Resultados
Esses foram os resultados finais dos saltos ornamentais:
| Posição | Atletas                                      | Saltos | Saltos | Saltos | Saltos | Saltos | Total  |
| Posição | Atletas                                      | 1      | 2      | 3      | 4      | 5      | Total  |
| ------- | -------------------------------------------- | ------ | ------ | ------ | ------ | ------ | ------ |
|         | CHN Guo Jingjing e Wu Minxia                 | 52,80  | 57,60  | 75,60  | 81,90  | 75,60  | 343,50 |
|         | RUS Yuliya Pakhalina e Anastasia Pozdnyakova | 52,80  | 51,00  | 69,30  | 77,43  | 73,08  | 323,61 |
|         | GER Ditte Kotzian e Heike Fischer            | 51,00  | 51,60  | 68,40  | 70,20  | 76,50  | 318,90 |
| 4       | USA Kelci Bryant e Ariel Rittenhouse         | 52,80  | 51,00  | 69,30  | 69,30  | 72,00  | 314,40 |
| 5       | AUS Briony Cole e Sharleen Stratton          | 52,20  | 51,60  | 68,40  | 67,14  | 72,00  | 311,34 |
| 6       | ITA Noemi Batki e Francessca Dallapè         | 48,00  | 51,60  | 68,40  | 70,20  | 58,50  | 296,70 |
| 7       | UKR Mariya Voloshchenko e Anna Pysmenska     | 49,80  | 48,00  | 63,80  | 65,70  | 65,70  | 293,10 |
| 8       | GBR Tandi Gerrard e Hayley Sage              | 46,80  | 48,60  | 53,70  | 65,29  | 63,84  | 278,25 |